# كوالا بسوت
كوآلا بسوت (بالإنجليزية: Kuala Besut)‏ هي منطقة سكنية تقع في ماليزيا في Besut.